# Elymus repens
Elymus repens é uma espécie de planta com flor pertencente à família Poaceae. 
A autoridade científica da espécie é (L.) Gould, tendo sido publicada em Madroño 9(4): 127. 1947.

## Portugal

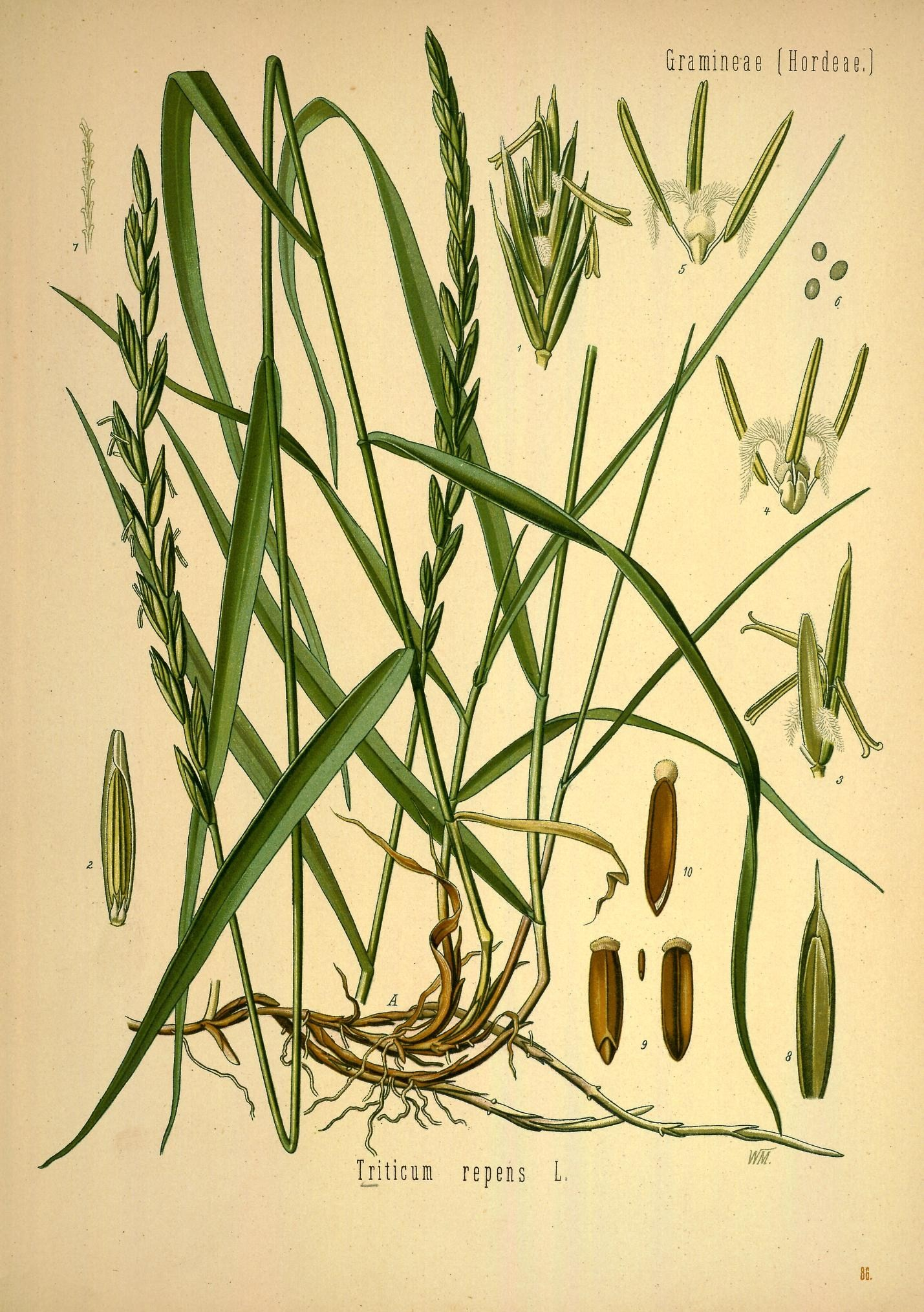

Trata-se de uma espécie presente no território português, nomeadamente no Arquipélago dos Açores e no  Arquipélago da Madeira.
Em termos de naturalidade é introduzida nas duas regiões atrás indicadas.

## Protecção
Não se encontra protegida por legislação portuguesa ou da Comunidade Europeia.